# Nobody 2
Nobody 2 è il ventunesimo mixtape del rapper statunitense Chief Keef, pubblicato il 10 dicembre 2015 dalle etichette discografiche Glo Gang e RBC Records.

## Tracce
1. Intro – 1:04
2. Tony Hawk – 2:31
3. Phone – 3:18
4. Sex With Me – 4:10
5. Coolin – 3:14
6. Born to Flex – 2:50
7. Andale – 4:20
8. Nobody Skit – 0:25
9. Anywhere – 3:34
10. WDFHDF – 3:12
11. Shooters – 2:23
12. Hit The Bank Interlude – 1:02
13. They Know Skit – 0:56
14. In the Stu – 3:52
15. Louie Bag – 2:35
16. Mirror – 3:45
17. Take Me Down – 3:29